# ジャイアントお嬢様
『ジャイアントお嬢様』（ジャイアントおじょうさま）は、肉村Qによる日本の漫画作品。キャッチコピーは「お嬢様でっかくなるだけコメディ」。

## 作品概要
1つの街を所有し、発展させて来たお嬢様が正体不明の侵略者を相手に巨大化して戦うコメディ作品である。
2020年12月17日に集英社のウェブコミック配信サイト『ジャンプ+』内の「ジャンプルーキー！」に月間賞のエントリー作品として発表され、読者投票により12月期ブロンズルーキー賞を受賞。翌2021年2月までに全4話が掲載された。
その後、2021年7月に小学館『サンデーうぇぶり』で週刊連載を開始（毎週金曜日更新）。2023年には第6回「アニメ化してほしいマンガランキング」で5位を獲得し、2025年3月3日にアニメ化が発表された。制作はタツノコプロ。

## ストーリー
自動販売機の開発・ベンダー事業で世界最大手に君臨する富士動財閥の令嬢・富士動 機子は4歳の時に父親から1つの街をプレゼントされて以来、10年余りを費やして発展させて来たが、その平和な街に正体不明の巨大な侵略者が襲来する。執事のDr.セバスチャンが機子に新開発の栄養ドリンクを飲ませると、たちまち機子の体は高層ビルをも見下ろすほどに巨大化し、苦戦しながらも侵略者の撃退に成功した。だがその後も侵略者の襲来は続き、その度に自ら発展させて来た街を護るべく巨大娘と化した機子が出動することになってしまう。

## 登場人物

### 富士動家とグループ関係者
富士動 機子（ふじどう おりこ）
自動販売機の開発・ベンダー事業で世界最大手に君臨し、莫大な資産を持つ富士動財閥の令嬢。16歳。身長は「だいたい180センチ」で、巨大化していない状態でもかなりの高身長。
4歳の時に訪れた街が気に入り、父親がその街ごと買い取ってプレゼントされてから10年余りを都市計画に捧げて発展させて来た。その街に謎の侵略者が襲来した時に執事のセバスチャンから栄養ドリンクを飲まされて以来、自ら巨大娘化して侵略者を撃退し続けている。着衣はビッグXと同じように伸縮自在の素材で出来ており、巨大化によって破れることは無い。

Dr.セバスチャン（ドクター・セバスチャン）
機子の執事と富士動グループの開発本部員を兼務する科学者。ウサギのような顔をしており、足の特徴や全身が体毛に覆われている点から獣人の一種と見られるが詳細は不明。
放浪の身であった所を機子の父に拾われて研究者となり、機子からの指名で専属の執事となった。侵略者が襲来した時に栄養ドリンクを機子に飲ませて巨大化させ、その他にも技術サポートを行っている。

伊東 マドカ（いとう マドカ）
富士動家私設の秘密部隊に所属する女子高生。機子と同い年の16歳だが、独学で大学卒業相当の学力を身に着けた機子とは異なり普通に学校へ通っている。侵略者のサイズが通常の人類とさほど変わらない時に戦闘員として出動し、時には巨大化した機子の体の上で戦ったり代わりに巨大化する場合もある。

ドレア
正式名称は「ドレッサールーム・アテンダントモード」。機子の更衣室を管理するAIロボットで、裏では秘密部隊の一員として高い戦闘能力を秘めている。

富士動 機人（ふじどう おりひと）
グループCEOで機子の父。多忙のため機子とは久しく顔を合わせていなかった。

富士動 ヴィクトリア（ふじどう ヴィクトリア）
機子の母。機人と出会った時には既に地球人を大きく上回る巨体であった。機子が生まれて間もなく旅に出て消息不明だが、街に襲来する侵略者の半数程度はヴィクトリアと共通のサインを残しており、何かしらの関与が示唆されている。

### 侵略者
ステラ
街に襲来する侵略者のリーダー。通常サイズでも巨大化した機子とほぼ同じ大きさで、襲撃のたびに機子から撃退される子分たちの不甲斐なさに業を煮やして自ら地球へ降り立ったが、過積載による母艦の墜落で本拠へ帰れなくなってしまう。

ギムレット
ステラのサーヴァントで、黒いウサギの姿をしている。

## 書誌情報
- 肉村Q 『ジャイアントお嬢様』小学館〈サンデーうぇぶりコミックス〉、既刊10巻（2025年3月12日現在）
  1. 2021年11月17日発行（11月12日発売[10]）、ISBN 978-4-09-850807-5
  2. 「調子こきMAX編」2022年2月15日発行（2月10日発売[11]）、ISBN 978-4-09-850899-0
  3. 「巨大娘VS巨大娘編」2022年7月17日発行（7月12日発売[12]）、ISBN 978-4-09-851219-5
  4. 「お嬢様デカ盛り編」2022年10月17日発行（10月12日発売[13]）、ISBN 978-4-09-851367-3
  5. 「クソデカ絆編」2022年12月12日発売[14]、ISBN 978-4-09-851487-8
  6. 「愛と友情と変態編」2023年4月12日発売[15]、ISBN 978-4-09-852018-3
  7. 「爆裂！巨姉さん編」2023年7月12日発売[16]、ISBN 978-4-09-852542-3
  8. 「めざせ！巨人の星編」2023年11月10日発売[17]、ISBN 978-4-09-853006-9
  9. 「平行世界の恋するお嬢様編」2024年4月10日発売[18]、ISBN 978-4-09-853109-7
  10. 「感謝！レッツGO めデカいお嬢様編」2025年3月12日発売[19]、ISBN 978-4-09-854003-7